# Beagle 2
Beagle 2 byl britský neúspěšný přistávací modul sondy Mars Express, který měl přistát na Marsu. Modul sice dosedl na povrchu 25. prosince 2003, ale po přistání se již neozval řídícímu středisku.
Koncem roku 2014 se podařilo ztracenou sondu na povrchu vyfotografovat a vyvstala domněnka, že se sonda nezřítila, ale přistála, avšak nenavázala spojení.
Poslední snímky modulu Beagle 2 pořídila sonda Mars Reconnaissance Orbiter na začátku roku 2015, které ukázaly sondu v pracovní pozici, avšak jen s částečně otevřeným panelem antény, což znemožnilo jakoukoliv komunikaci tohoto modulu.